# クリスティアン・ルートヴィヒ1世 (メクレンブルク公)
クリスティアン・ルートヴィヒ1世（Christian Ludwig I., 1623年12月1日 - 1692年6月21日）は、メクレンブルク＝シュヴェリーン公（在位：1658年 - 1692年）。

## 生涯
クリスティアン・ルートヴィヒ1世は、メクレンブルク＝シュヴェリーン公アドルフ・フリードリヒ1世とその妃でオストフリースラント伯エンノ3世の娘アンナ・マリア（1601年 - 1634年）の息子として生まれた。
1625年8月26日、1歳のときに父アドルフ・フリードリヒ1世はクリスティアンをシュヴェリーン司教区の次期管理者にしようと提案した。しかし、1633年8月12日に管理者ウルリヒ3世が亡くなり、司教領はヴァレンシュタインの手に落ちたため、クリスティアンは任命されなかった。1658年2月27日に父親が亡くなったとき、クリスティアンはメクレンブルク＝シュヴェリーンを相続した。1660年にラッツェブルク大聖堂の近くにルストシュロスを建設した。クリスティアンは1662年にパリに旅行し、ルイ14世の宮廷を訪れた。1663年9月29日に最初の妃クリスティーネ・マルガレーテ・フォン・メクレンブルク＝ギュストローと離婚するためカトリックに改宗した。翌日、代父であるルイ14世はクリスティアンにルートヴィヒという名を与えた。しかしその後もクリスチャンとのみ署名することが多かった。
クリスチャンは1692年6月21日（旧暦6月11日）にデン・ハーグで亡くなった。遺体は船でデーミッツに運ばれ、その後シュヴェリンに移され、最終的に1692年8月24日にドベラーンに到着し、ドベラーン修道院に埋葬された。

## 結婚
クリスチャンは2度結婚した。最初の妃はメクレンブルク＝ギュストロー公ヨハン・アルブレヒト2世の次女クリスティーネ・マルガレーテ・フォン・メクレンブルク＝ギュストロー（1615年3月31日 - 1666年8月16日）であった。クリスティーネはフランツ・アルブレヒト・フォン・ザクセン＝ラウエンブルク（フランツ2世の息子）の未亡人であり、フランツ・アルブレヒトとは1640年2月21日（旧暦2月11日）に結婚した。フランツ・アルブレヒトはシュフィドニツァの戦いで受けた傷が元で1642年6月10日に亡くなった。クリスティーネは1650年7月6日にハンブルクでクリスチャンと結婚した。しかし、1660年10月16日、クリスチャンが特別に招集した議会において近親婚により離婚が宣告された。クリスティーネは離婚を決して認めなかった。しかし、パリ大学の教会法の教授10人からなる委員会によって、これは有効であると宣言された。離婚は1663年10月3日に教皇により承認された。
2番目の妃は、エリザベート・アンジェリク・ド・モンモランシー＝ブットヴィル（1626年生）であった。エリザベートはガスパール3世・ド・コリニーの息子シャティヨン公ガスパール4世・ド・コリニーの未亡人であった。最初の夫ガスパール4世は、フロンドの乱のさなかの1649年2月9日にシャラントン＝ル＝ポンで死去した。エリザベート・アンジェリクとクリスティアン・ルートヴィヒの結婚式の日付は正確にはわかっていないが、おそらく1664年3月3日であったとみられる。エリザベート・アンジェリクは1695年1月23日か24日（旧暦1月13日または14日）にパリで亡くなった。